# Avenida Huelén
La Avenida Huelén es una arteria de gran importancia en el sector poniente de Santiago.
Se extiende en dirección norte-sur, en Cerro Navia como avenida troncal de Transantiago, hacia el norte conecta con Renca por el Puente Resbalon y hacia el sur conecta a través de la Bifurcación Avenida Teniente Luis Cruz Martínez con Pudahuel y Maipú.
En Avenida Huelén con Avenida Mapocho se encuentra el nuevo Hospital Clínico Félix Bulnes.
También conecta en forma secundaria con Avenida José Joaquín Pérez. Al inaugurarse el nuevo Hospital Clínico Félix Bulnes en el sector, la avenida quedó en un solo sentido, hacia el norte.
En ese mismo sector tendrá una futura estación de la Línea 7 la cual combinará con la futura Línea A del Metro de Santiago con el nombre tentativo de Huelén que se espera su funcionamiento para este operativa para los años 2028 y 2032.
- Datos: Q5713707